# Chevrolet Lumina APV

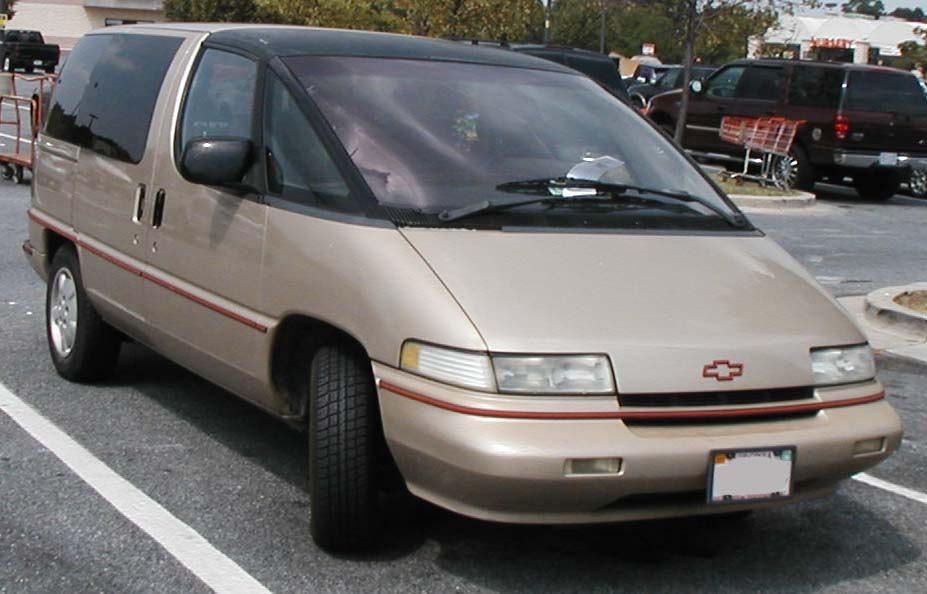
Chevrolet Lumina APV pre-reestilización 1994

El Chevrolet Lumina APV (All purpose vehicle), es un monovolumen del Segmento D fabricado por la empresa estadounidense Chevrolet desde 1990 hasta el año 1996. Este modelo es muy similar del Pontiac Trans Sport, que recibió muy buenas críticas en el Salón del Automóvil de Detroit. 
La carrocería está fabricada de fibra de vidrio, lo que disminuye su peso y los consumos
Los motores que se utilizaron en este modelo son un V6 de 3.1 L, de 120 HP, con una caja automática de tres velocidades, Un motor 3800 I V6, de 165 HP con una caja automática de cuatro marchas, que fue incorporado en 1992 y un motor V6 de 3.4 L y 180HP, incorporado en 1996.
En el año 1994 el Chevrolet Lumina recibe una reestilización en la parte delantera. En ese mismo año se le agrega un air-bag para el conductor. El monovolumen tiene espacio para 7 personas.  
En 1996 se dejó de producir el Chevrolet Lumina debido a las pocas ventas y fue sustituido por el Chevrolet Venture.
- Datos: Q1071229
- Multimedia: Chevrolet Lumina APV / Q1071229